# 39336 Mariacapria
39336 Mariacapria este un asteroid din centura principală de asteroizi.

## Descriere
39336 Mariacapria este un asteroid din centura principală de asteroizi. A fost descoperit pe 11 ianuarie 2002 la Campo Imperatore, în cadrul proiectului CINEOS. Asteroidul prezintă o orbită caracterizată de o semiaxă mare de 3,14 ua, o excentricitate de 0,09 și o înclinație de 1,2° în raport cu ecliptica.